# Archeo (periodico)
Archeo è un periodico mensile edito dalla Timeline Publishing srl di Roma. 
Pubblicato per la prima volta nel 1985 sotto la direzione di Sabatino Moscati, è attualmente diretto da Andreas M. Steiner. La casa editrice dichiara una diffusione di circa 22 500 copie.
Passati editori sono stati la casa editrice De Agostini – che ha lanciato la rivista –, e, successivamente, la My Way srl di Milano.

## Contenuti
Scopo prefissatosi di Archeo è "conoscere le origini della civiltà per comprendere l'uomo e la società di oggi", con servizi editoriali, approfondimenti e le ultime notizie in ambito archeologico redatti in stile divulgativo. Gli articoli pubblicati sulla rivista vengono controllati prima della loro pubblicazione da un Comitato Scientifico Internazionale composto da studiosi autorevoli, in modo da garantire l'attendibilità dei contenuti pubblicati. Gli articoli sono inoltre spesso corredati da foto di pregiata qualità nel tentativo di "coinvolgere" il lettore mentre legge gli articoli. In allegato ad Archeo, sono inoltre pubblicati DVD, libri, mappe, guide, ovviamente di argomento archeologico in modo da diffondere divulgativamente il sapere.